# MIM-23鷹式飛彈
MIM-23鷹式飛彈是美國雷神公司研製的中程地對空飛彈，主要是用來對抗中低空飛行的飛機，填補勝利女神力士型防空飛彈的防禦空缺。其名稱「鷹式」（HAWK）是「全程歸向殺手」（Homing All the Way Killer）的縮寫，中国音译霍克导弹。鷹式飛彈使用連續波照明，使飛彈在低空的接戰表現優於勝利女神力士型飛彈，詹氏資訊集團報載鷹式飛彈的單發擊落機率為0.56，改良型鷹式飛彈為0.85。
1994年美國陸軍的鷹式飛彈以MIM-104愛國者飛彈替換，美國海軍陸戰隊的鷹式飛彈則在2002年以FIM-92刺針便攜式防空飛彈替換，目前鷹式飛彈仍在美國以外的盟邦服役，總生產量至少有4萬枚。

## 發展
1952年，美國陸軍開始研究採用半主动雷达制导技術的中程地對空飛彈，定位是配合軍隊野戰防空任務。正式對外提出競標始於1954年，1954年7月，諾斯洛普公司獲得飛彈系統中的發射裝置、火控中心、偵蒐與射控雷達的開發合約，雷神公司獲得了飛彈開發合約，除了兩間主合約商，美國陸軍所屬的紅石兵工廠也參與了系統開發工程。
1955年夏天，雷神開始打造代號XM3的原型飛彈，1955年8月，XM3在白沙飛彈靶場首度試射。1956年6月22日，代號XSAM-A-18的鷹式飛彈系統原型進行測試，該次測試擊落一架QF-80靶機；同年，XSAM-A-18進行21次試射。1957年，XSAM-A-18試射27枚，1958年，XSAM-A-18試射48枚，這些測試任務中，飛彈成功擊落了30公尺飛行高度的低空目標，以及極速2馬赫的高速目標，證明飛彈系統對應傳統飛行器的接戰能力。不過原型彈使用的M22E7火箭發動機在測試時顯示性能不可靠，在量產時換用改良的M22E8火箭發動機改良性能。
1959年3月，美軍確定系統通過考核，但是需要進行一些改造適應野戰機動佈署與遠程空運。1959年8月，系統正式制式化，代號MIM-23，美國陸軍為首位採購用戶，隔年美國海軍陸戰隊也跟進採用。
鷹式飛彈系統服役初期使用的是以真空管為主的電子系統，妥善率極低，雷達的平均故障間隔僅只有43小時，在後續導入新的半導體元件升級硬體，這個數值被大幅改善。改良型鷹式飛彈這個數值則增加到130至170小時之間，第三階段升級計畫時已經達到300至400小時之間。

## 設計

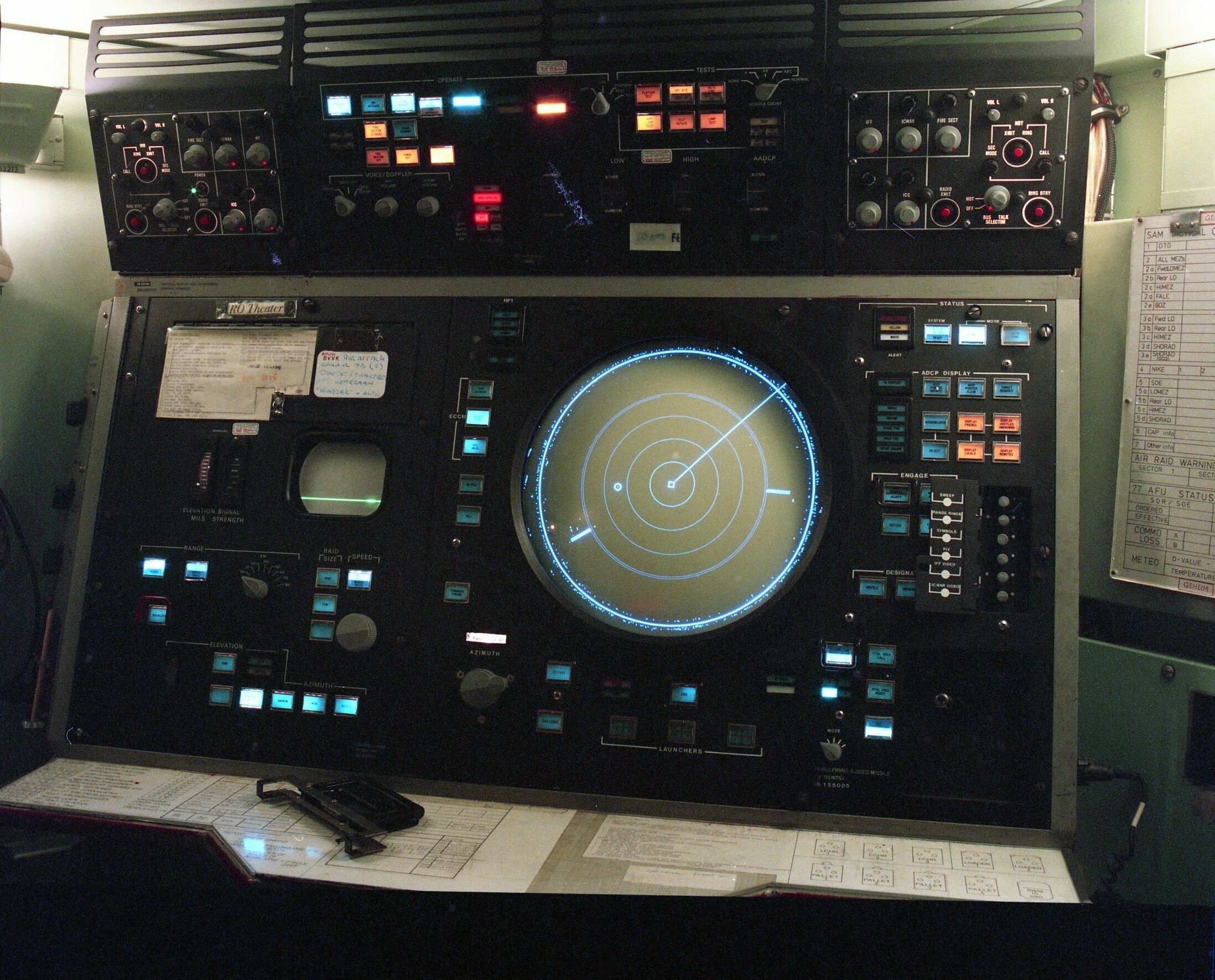
戰術顯示和交戰控制台 (TDECC) 中包含的雷達顯示器

鷹式飛彈系統除了作為攻擊主力的MIN-23飛彈以外，還包含了多樣的電子偵蒐、指揮、通訊器材才能構成一套完整的鷹式飛彈系統，此套系統可搭配野戰機動，為野戰單位提供對抗飛機的防空反擊能量。鷹式飛彈服役的50年間因為電子技術與戰術需求的進步，實施了相當多次的升級。
服役初期，一個完整的鷹式飛彈發射連會有以下裝備：
- 1台脈衝搜索雷達（Pulse Acquisition Radar，PAR）
- 1台連續波搜索雷達（Continuous Wave Acquisition Radar，CWAR）
- 2台高功率都卜勒照明雷達（High Power Illuminator doppler Radar，HPI）
- 1台測距雷達（Range Only Radar，ROR）
- 1組資訊協調中心（Information Coordination Central，ICC）
- 1組飛彈連控制中心（Battery Control Central，'BCC）
- 1組接敵射擊指揮站（Assault Fire Command Console，AFCC）：AFCC會控制1具CWAR、1台HPI、3台發射架，為鷹式飛彈最小級別的火控單位。
- 1組排指揮所（Platoon Command Post，PCP）
- 2組發射架分配控制組（Launcher Section Controls，LSC）
- 6具M192三連裝飛彈發射架，18枚戰備彈
- 6台56KVa發電機，電源400赫茲
- 12具M390飛彈存放架，36枚備射彈
- 3台M501飛彈吊掛起重機
- 1輛箕斗裝載機
- 1組AN/MSM-43飛彈測試站

到第三階段升級計畫時，鷹式連的裝備剩下：
- 1台脈衝搜索雷達
- 1台連續波搜索雷達
- 2台高功率都卜勒照明雷達
- 1組火力控制中心（Fire Direction Center，FDC）
- 1套敵我辨識系統（Identification Friend or Foe Transceiver，IFF）
- 6輛數位化M192三連裝飛彈發射架，18枚戰備彈
- 6台60kw發電機，電源400赫茲
- 12具M390飛彈存放架，36枚備射彈
- 3台M501飛彈吊掛起重機
- 1輛箕斗裝載機

鷹式飛彈
大多數國家的鷹式飛彈裝載於M192型三連裝飛彈發射架上，美軍曾在1969年研發由M548履帶載重車整合M192的自走飛彈發射車，編號M727，計畫在1971年8月停止。
鷹式飛彈的設計採用常規無尾翼構型，飛彈採用流線型彈體，搭配呈X字設計的梯形主翼，主翼尾部裝有液壓控制面與副翼控制轉向。在A型以後的型號，鷹式飛彈的動力為一具雙推力固態火箭發動機提供。MIM-23A的發動機代號M22E8，全程燃燒時間25至32秒。MIM-23B以後發動機換為M112雙推力固態火箭發動機，雙推力發動機是在固態火箭引擎中填裝兩種不同燃燒比例的推進藥劑，實現火箭輸出能量的最佳供給配比。
M112的第一階段為加速，此階段燃燒5秒，供給動力6800公斤，第二階段為持續推力，此階段燃燒21秒，火箭引擎供給動力680公斤。鷹式飛彈在B型以後主要改良均為精進尋標器的反干擾性能與準確度。到1990年代研製的最終版本鷹式飛彈（J、K型），為了攔截彈道飛彈，因此更換了彈頭，此彈頭重35公斤，並配備了改良版引信，因此飛彈射程增加到45公里，最大射高增加到20,000公尺。

## 中華民國服役的鷹式系統
八二三砲戰後，美軍決定將服役的防空飛彈系統移駐臺灣強化臺灣空防，其中鷹式飛彈在1960年正式進駐臺灣。中華民國陸軍在民國四十九（1960）年12月16日開始編成「防空飛彈第二營」，從各部隊抽調英文與理工知識水準較優秀的士官兵進行鷹式飛彈換裝先期訓練，民國五十三年（1964）4月10日，美軍駐紮臺灣的鷹式飛彈以軍援模式移交中華民國陸軍運用，由於鷹式飛彈為野戰部隊的主力防空武器，美軍隨後依照國軍野戰部隊規模陸續軍援了兩個鷹式飛彈營（662營、664營），中華民國與美國斷交後，美國允許增售第三個鷹式飛彈營（665）營，此後陸軍運用鷹式飛彈之部隊便是此幾支單位，在全盛時期，3個飛彈營麾下編制有15個鷹式飛彈連。
在民國七十年代末，國軍鷹式飛彈統一進行第三階段升級計畫，並在民國八十年代末增購美國海軍陸戰隊退役汰換的MIM-23J維持飛彈部隊戰力。在21世紀後，國軍決定採用天弓三型防空飛彈取代鷹式飛彈，天弓三型在2010年代末期開始量產後，鷹式飛彈部隊大量裁撤，於2023年6月29日除役，最後部署單位是小港連綠島突擊排，並由天弓三型防空飛彈取代防空戰備任務。

## 評價
中華民國國軍鑑測曾獲美軍零缺點評比為全球使用鷹式飛彈部隊中，使用效率最好的部隊，時任中華民國陸軍司令李翔宙上將擔任鷹式飛彈發射排排長期間，曾創下美軍鷹式飛彈測考零扣分紀錄，目前仍無人可破。
空軍司令部揭露鷹式飛彈戰備及參與實彈射擊操演的數據，鷹式飛彈系統自民國54年至106年期間，總共參演神箭操演41次，實彈射擊總共達324枚、成功攔截達293枚，攔截命中率高達90.4%。

## 使用國

### 現役中國家

#### Hawk Phase I
- 伊朗：作为Mersad防空系统的导弹在伊朗本地生产。

#### Hawk Phase III
- 埃及：于2014年2月25日订购了186台新火箭发动机。[6]
- 希腊
- 约旦：于2014年2月25日订购了114台新火箭发动机。[6]
- 摩洛哥
- 罗马尼亚空军[7] ：（由荷兰转让）
- 沙特阿拉伯
- 新加坡
- 西班牙：在 2021 年開始展開代號為「鷹式 21」（HAWK 21）升級工程，包括改裝新電子系統、雷達和發射器，預期可將鷹式飛彈服役年限延長到 2030 年中期[8]
- 瑞典
- 阿拉伯联合酋长国
- 烏克蘭：美國提供烏克蘭MIM-23鷹式飛彈防空系統，藉此抵禦俄羅斯無人機和巡弋飛彈的攻擊。2022年11月4日美方宣布提供維修T-72坦克及「鷹式」額外軍事援助。[9]據《路透》報導，拜登政府傳出將使用「總統撥款權」，將鷹式防空系統轉移給烏克蘭，PDA允許美國總統在沒有國會批准下，迅速動用庫存中的國防設備以應對緊急狀況。西班牙將鷹式Phase III移交給烏克蘭[8]。另外美國政府將回購中華民國國軍除役的鷹式飛彈，然後轉讓給烏克蘭。[10][11]2024年11月5日，前美國國防部官員胡振東證實，美國已經從全球倉庫中向烏克蘭轉讓中華民國除役的鷹式飛彈[12]。

#### Hawk XXI
- 土耳其[13]：于2020年部署在利比亚和叙利亚 。[14][15]
- 伊拉克

### 已除役國家

#### Hawk Phase I
- 美国
- 埃及
- 希腊
- 日本
- 新加坡
- 挪威（1998年除役）
- 德国（2005年除役）
- 法国（2012年除役[16]）
- 意大利（2011年除役）
- 瑞典
- 西班牙
- 沙特阿拉伯
- 阿拉伯聯合大公國
- 巴林
- 科威特
- 中華民國

#### Hawk Phase II
- 比利时
- 丹麦
- 法国
- 德国（2005年除役）
- 意大利（2011年除役）
- 美国
- 希腊

#### Hawk Phase III
- 荷兰
- 法国
- 德国（2005年除役）
- 美国
- 以色列：將使用大衛投石索防空飛彈系統（英语：David's Sling）取代。[17]
- 大韩民国：8组系统（已除役，被KM-SAM（英语：KM-SAM）取代）
- 中華民國：於2023年6月29日退役，由天弓三型防空飛彈取代。[18]。

## 外部連結
- （英文）Raytheon's HAWK system page
- （英文）Designation-Systems.net Article on the hawk （页面存档备份，存于）
- （英文）http://www.madracki.com/usarmyhawk/generalorders.html （页面存档备份，存于）
- （英文）FAS.org page on the HAWK system. （页面存档备份，存于）
- （英文）HAWK page in Russian.
- （俄文）Israeli use of the HAWK system.
- Causes of death among Belgian professional military radar operators: A 37-year retrospective cohort study （页面存档备份，存于） (Englisch)
- Gesundheitsschäden durch militärische Radaranlagen （页面存档备份，存于） (German)